# Mallow
Mallow is een plaats in het Ierse graafschap Cork. De plaats telt 5185 inwoners. De Blackwaterrivier stroomt door de plaats.

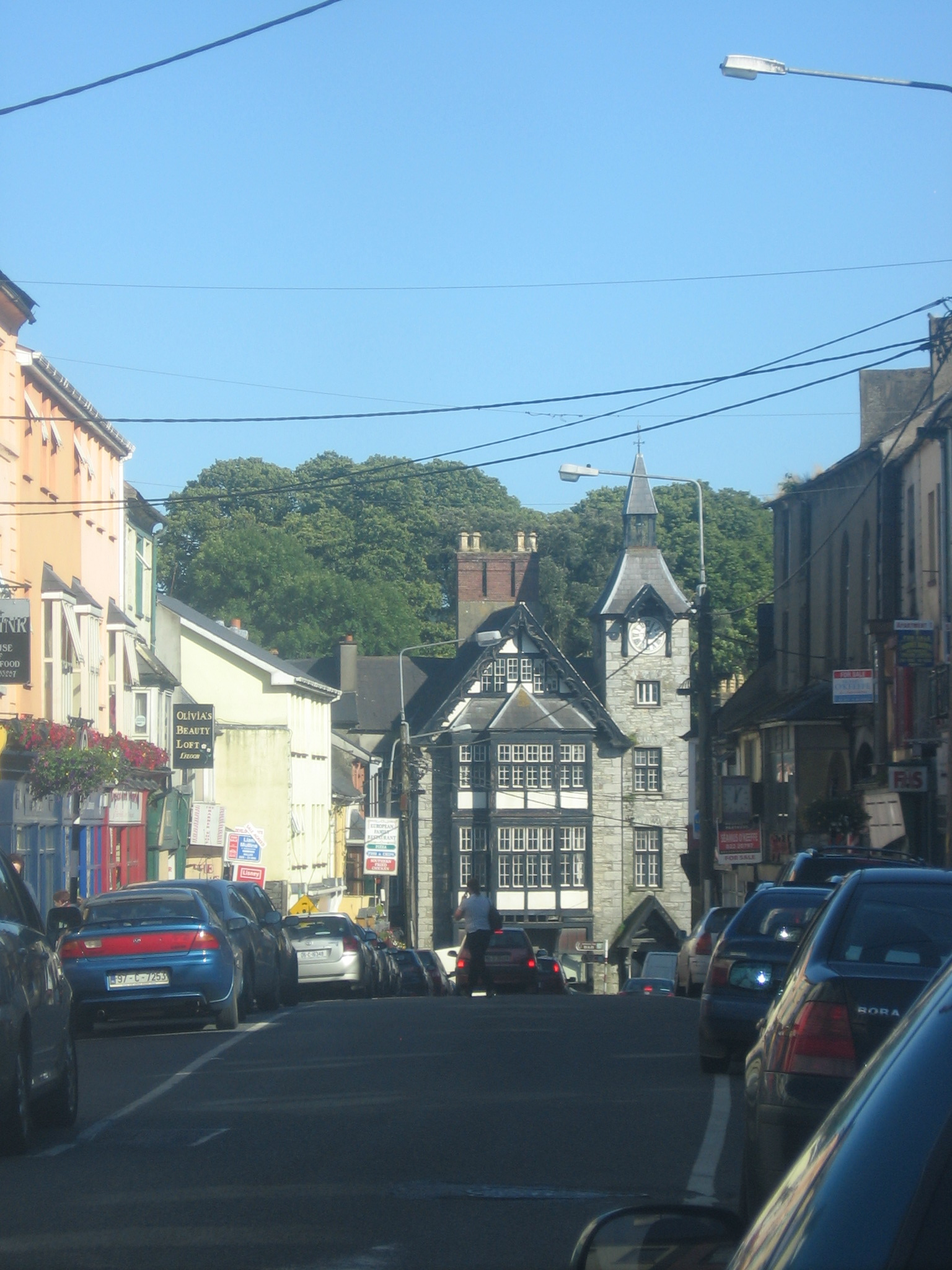
Hoofdstraat en klokkentoren

## Geboren
- Robert Holmes (ca. 1622–1692), Brits admiraal tijdens de Tweede Engelse Zeeoorlog en de Derde Engelse Zeeoorlog
- Paul Kane (1810-1871), Canadees schilder